# Browar w Rybniku
Browar w Rybniku – browar w Rybniku działający w latach 1880–2004.

## Historia
Browar przemysłowy w Rybniku powstał w 1880 roku z inicjatywy przemysłowca Jakuba Müllera. Początkowo były własnością kolejnych przedstawicieli rodziny Müllerów. Od 1936 roku wchodził w skład spółki Browary Rybnickie Sp. z o.o.
Po II wojnie światowej browar znacjonalizowano. W 1951 roku przyłączono do Górnośląskich Zakładów Piwowarskich w Zabrzu. W latach 60 XX wieku zakład gruntownie rozbudowano zwiększając jego moce produkcyjne do 200 000 hektolitrów piwa rocznie.
W 2000 roku browar w Rybniku został sprzedany Małopolskiemu Browarowi Strzelec S.A. i od 2002 roku wchodził w skład grupy piwowarskiej Browary Polskie Brok-Strzelec S.A. W 2004 roku zaprzestano w zakładzie produkcji piwa. W 2005 browar został sprzedany spółce Royal Unibrew Polska.
Nowy właściciel nie podjął się wznowienia produkcji piwa i odsprzedał zakład kolejnemu inwestorowi. W latach 2005–2007 budynki browaru zostały przebudowane na cele handlowo-usługowe. Obecnie na terenie zakładu piwowarskiego mieści się centrum handlowe Focus Park. Pamiątką po zabudowaniach dawnego browaru jest fragment komina oraz budynek słodowni.